# 코르넬리우스 얀센
코르넬리우스 얀센(Cornelius Jansen, 1585년 ~1638년)은 네덜란드의 가톨릭 신학자이다. 네덜란드에서 태어나 루뱅 대학에서 수학하고, 파리로 이주하여 신학을 연구했으며, 대학 개혁 시대의 가톨릭 비판에 뜻을 두었다. 후에 루뱅 대학 교수가 되어 거작 《아우구스티누스》를 저술했고, 신의 은혜의 절대성을 강조하여 가톨릭 교회 내에 큰 파문을 불러일으켰다. 프랑스 가톨릭교회의 얀센주의는 그의 사상으로부터 유래했다.

## 아우구스티누스

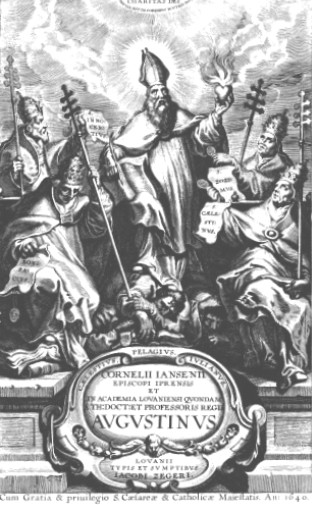
1640년 출판된 코르넬리우스 얀센의 《아우구스티누스》의 표지 1640.

그가 흑사병에 걸려 죽은 후 1641년 초 《아우구스티누스》가 파리 대학 신학부의 승인을 받아 출판되자 파리에서 예수회는 그에 대한 공격을 개시했다. 1641년 6월 20일 리슐리외 추기경의 측근으로 구성된 소르본의 위원회는 《아우구스티누스》가 '매우 해로운 저작'임을 선언했다.1642년 3월 교황청은 예수회의 압력에 못이겨 《아우구스티누스》를 금서로 단정하는 대칙서인 〈인 에미넨티〉를 공포하게 된다. 얀센주의라는 용어가 처음 등장한 것은 바로 이 대칙서에서이다. 하지만 대칙서가 《아우구스티누스》를 금서로 단죄한 이유는 단지 은총론에 대한 함구령을 어겼기 때문임을 지적했을뿐 《아우구스티누스》의 내용이나 은총론에 대해 침묵했다. 이 때문에 양측의 불만과 갈등을 부채질하게 되었다.

## 얀센주의와 그 동조자들
얀센의 《아우구스티누스》가 예수회에 의해 이단으로 공격받은 후에도 생시랑의 수도원장인 드 오란은 포르루아얄 수녀원에서 수녀들에게 얀센의 교리를 가르쳤다. 포르루아얄 수녀원은 자신들에게 유리한 교황의 결정을 받아낸 뒤 그것을 강요하려고 한 예수회에 대항하는 저항의 중심지가 되었다. 그 때부터 예수회의 제수이트들과 스스로 아우구스티누스주의자라고 부른 '무시외 드 생시랑'(뒤베르지에 드 오란)의 제자인 앙투안 아르노사이의 투쟁이 시작되었다. 뒤베르지에, 아르노, 파스칼 등이 얀센의 주장에 동조하였고, 목적을 위해 수단과 방법을 가리지 않는다는 예수회의 교의와 도덕에 관한 비판을 하였다. 이 때문에 예수회로부터 공격을 받고 이단으로 지목되는 등 수난을 받았는데 블레즈 파스칼은 이 얀세니즘을 주장한 아르노를 옹호하고 예수회를 비판하기 위해 《시골친구에게 보내는 편지》를 쓴 것으로 유명하다. 하지만 소르본느대학교의 신학부는 아르노를 이단으로 정죄했다.

## 같이 보기
- 얀센주의
- 샤를 오귀스탱 생트뵈브